# Verrucosa
Verrucosa (McCook, 1888) è un genere di ragni appartenente alla famiglia Araneidae.

## Etimologia
Il nome deriva dall'aggettivo latino verrucosus, -a, -um, cioè pieno di verruche, bitorzoluto, in quanto l'opistosoma, di forma triangolare, è provvisto di bitorzoli e escrescenze.

## Distribuzione
Le 46 specie oggi note sono state rinvenute nelle Americhe, in prevalenza nell'America meridionale (40 specie); la V. furcifera è stata reperita nel Queensland. La specie dall'areale più vasto è la V. arenata trovata in varie località fra gli USA e Panama, nonché nelle Antille.

## Tassonomia

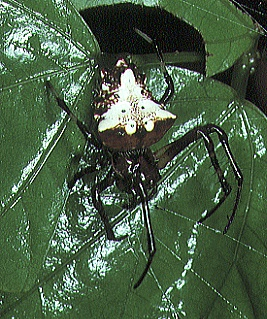
Verrucosa arenata del Messico

Non è sinonimo anteriore di Pickardiana Mello-Leitão, 1943, a seguito di uno studio dell'aracnologo Levi del 1988 e contra un lavoro precedente di Archer (1951a).
Non è neanche sinonimo anteriore di Paraverrucosa Mello-Leitão, 1939, a seguito di uno studio dell'aracnologo Levi (1991b) e contra un lavoro precedente di Archer (1951a).
Dal 2015 non sono stati esaminati esemplari di questo genere.
A dicembre 2015, si compone di 46 specie:
1. Verrucosa alvarengai Lise, Kesster & Silva, 2015 - Brasile
2. Verrucosa apuela Lise, Kesster & Silva, 2015 - Ecuador
3. Verrucosa arenata(Walckenaer, 1842) [2] - dagli USA a Panama, grandi Antille
4. Verrucosa avilesae Lise, Kesster & Silva, 2015 - Ecuador, Colombia
5. Verrucosa bartica Lise, Kesster & Silva, 2015 - Guyana
6. Verrucosa benavidesae Lise, Kesster & Silva, 2015 - Colombia, Perù
7. Verrucosa brachiscapa Lise, Kesster & Silva, 2015 - Ecuador
8. Verrucosa cachimbo Lise, Kesster & Silva, 2015 - Brasile
9. Verrucosa cajamarca Lise, Kesster & Silva, 2015 - Perù
10. Verrucosa caninde Lise, Kesster & Silva, 2015 - Brasile
11. Verrucosa canje Lise, Kesster & Silva, 2015 - Guyana
12. Verrucosa carara Lise, Kesster & Silva, 2015 - Costa Rica
13. Verrucosa chanchamayo Lise, Kesster & Silva, 2015 - Perù
14. Verrucosa coroico Lise, Kesster & Silva, 2015 - Bolivia
15. Verrucosa cuyabenoensis Lise, Kesster & Silva, 2015 - Ecuador, Bolivia
16. Verrucosa cuyuni Lise, Kesster & Silva, 2015 - Guyana
17. Verrucosa cylicophora (Badcock, 1932) - Brasile, Paraguay
18. Verrucosa excavata Lise, Kesster & Silva, 2015 - Colombia
19. Verrucosa florezi Lise, Kesster & Silva, 2015 - Colombia
20. Verrucosa furcifera (Keyserling, 1886) - Queensland
21. Verrucosa galianoae Lise, Kesster & Silva, 2015 - Brasile
22. Verrucosa guatopo Lise, Kesster & Silva, 2015 - Venezuela
23. Verrucosa hoferi Lise, Kesster & Silva, 2015 - Brasile
24. Verrucosa lampra (Soares & Camargo, 1948) - Brasile
25. Verrucosa lata Lise, Kesster & Silva, 2015 - Brasile
26. Verrucosa latigastra Lise, Kesster & Silva, 2015 - Guyana, Brasile
27. Verrucosa levii Lise, Kesster & Silva, 2015 - Brasile
28. Verrucosa macarena Lise, Kesster & Silva, 2015 - Colombia
29. Verrucosa manauara Lise, Kesster & Silva, 2015 - Brasile
30. Verrucosa meridionalis (Keyserling, 1892) - Brasile, Paraguay
31. Verrucosa meta Lise, Kesster & Silva, 2015 - Colombia
32. Verrucosa opon Lise, Kesster & Silva, 2015 - Colombia
33. Verrucosa pedrera Lise, Kesster & Silva, 2015 - Colombia
34. Verrucosa rancho Lise, Kesster & Silva, 2015 - Venezuela
35. Verrucosa reticulata (O.P.-Cambridge, 1889) - Panama
36. Verrucosa rhea Lise, Kesster & Silva, 2015 - Brasile
37. Verrucosa scapofracta Lise, Kesster & Silva, 2015 - Brasile, Argentina
38. Verrucosa septemmammata Caporiacco, 1954 - Guyana francese
39. Verrucosa sergipana Lise, Kesster & Silva, 2015 - Brasile
40. Verrucosa silvae Lise, Kesster & Silva, 2015 - Colombia, Perù
41. Verrucosa simla Lise, Kesster & Silva, 2015 - Trinidad
42. Verrucosa suaita Lise, Kesster & Silva, 2015 - Colombia
43. Verrucosa tarapoa Lise, Kesster & Silva, 2015 - Ecuador, Colombia, Brasile
44. Verrucosa tuberculata Lise, Kesster & Silva, 2015 - Colombia
45. Verrucosa undecimvariolata (O. Pickard-Cambridge, 1889) - America centrale
46. Verrucosa zebra (Keyserling, 1892) - Brasile, Argentina

### Specie trasferite
- Verrucosa alticeps (Keyserling, 1879); trasferita al genere Alpaida O.P.-Cambridge, 1889[1].
- Verrucosa audax (Blackwall, 1863); trasferita al genere Parawixia F.O.P.-Cambridge, 1904.
- Verrucosa dimastophora Mello-Leitão, 1940; trasferita al genere Wagneriana F. O. P.-Cambridge, 1904.
- Verrucosa longicauda Mello-Leitão, 1947; trasferita al genere Wagneriana F. O. P.-Cambridge, 1904.
- Verrucosa rubronigra Mello-Leitão, 1939; trasferita al genere Rubrepeira Levi, 1992.
- Verrucosa undulata (Keyserling, 1892); trasferita al genere Parawixia F. O. P.-Cambridge, 1904.

### Sinonimi
- Verrucosa aequiangulus (Franganillo, 1930); trasferita dal genere Araneus Clerck, 1757 e posta in sinonimia con V. arenata (Walckenaer, 1841) a seguito di un lavoro di Levi del 1976[1].
- Verrucosa aequiangulus ochraceus (Franganillo, 1930); trasferita dal genere Araneus Clerck, 1757 e posta in sinonimia con V. arenata (Walckenaer, 1841) a seguito di un lavoro di Levi del 1976.
- Verrucosa mexicana (Lucas, 1833c); un esemplare femminile rinvenuto in Messico e posto in sinonimia con V. arenata (Walckenaer, 1841) a seguito di un lavoro di Levi del 1976, che ne soppresse la denominazione precedente in quanto nomen oblitum.